# Robert Guerain
Robert Guerain (Almere, 17 januari 1992) is een voormalig Nederlandse voetballer en jeugd international. 
Hij speelde vijf jaar in de jeugd van PSV die hem op zijn 14e over kocht van FC Utrecht. Robert Guerain (toen nog Oepkes) heeft ongeveer 12 jeugdinterlands gespeeld. In 2012 ging hij naar Almere City FC waar hij 26 wedstrijden in de Jupiler League speelde. In januari 2014 vertrok hij wegens interesse vanuit Italie en Roemenië. In US Triestina uit Italië vond Guerain in de zomer van 2014 een nieuwe profclub. Na een halfjaar ging hij verder in de Zaterdag Hoofdklasse A bij SV Huizen. Waarom hij zijn voetbalcarrière toen beëindigden is niet duidelijk.